# SZD-56 Diana
SZD-56 Diana – polski, jednomiejscowy szybowiec zawodniczy. Zaprojektowany w Przedsiębiorstwie Doświadczalno-Produkcyjnym Szybownictwa PZL Bielsko (PDPSz PZL-Bielsko) w Bielsku-Białej.

## Historia
Prace konstrukcyjne Diany rozpoczęto w listopadzie 1987 r. pod kierunkiem mgr. inż. Bogumiła Beresia. Sporządzanie dokumentacji prototypu zostało zakończone w lutym 1989 r. Oblatany 29 listopada 1990 r. przez pilota doświadczalnego Jacka Żaka. W badaniach tego szybowca brał też udział pilot doświadczalny Jacek Marszałek. W związku z upadkiem Zakładów Szybowcowych zdołano wyprodukować tylko cztery egzemplarze. Jeden trafił do Wojciecha Kosa z Aeroklubu Bielsko-Bialskiego. Drugi w 2000 został wystawiony przez Aeroklub Polski na sprzedaż. Dwa pozostałe trafiły do USA. Po upadku Zakładów Szybowcowych inż. Bogumił Bereś odkupując od syndyka prawa do produkcji Diany założył własną firmę. Nowo powstała firma zajęła się wdrożeniem do produkcji tego szybowca. 12 stycznia 2005 r. oblatano zmodernizowaną wersję szybowca Diana 2 z całkowicie nowym skrzydłem projektu dr. Krzysztofa Kubryńskiego. Poprawie uległa doskonałość szybowca (do 52 jednostek), doskonałość dla wysokich prędkości, odporność na zanieczyszczenia i opad, większe są zbiorniki balastowe poprawiające osiągi szybowca podczas silnej termiki.

## Konstrukcja
Szybowiec jednomiejscowy, zawodniczy klasy 15-metrowej jest średniopłatem z usterzeniem T podzielonym na ster i statecznik konstrukcji laminatowej (węgiel i kevlar).
Skrzydło dwudzielne profilu NN-27-13 konstrukcji skorupowej w wersji Diana 1. Dla wersji Diana 2 dr Krzysztof Kubryński zaprojektował nowe skrzydło o zmiennym profilu z rodziny KL-002. Konstrukcja skrzydła minimalizuje opór interferencyjny skrzydło-kadłub, w tym celu m.in. skrzydło jest cieńsze w miejscu zamocowania niż w dalszej od kadłuba części. Projekt został wykonany przy pomocy symulacji numerycznej. Skrzydło jest (foremnik) produkowane w całości w technologii CNC ze względu na zmienność profilu. W skrzydłach zabudowane zbiorniki balastowe o łącznej pojemności 160 litrów.
Kadłub w kształcie kijanki konstrukcji bezprzekładkowej z limuzyną otwieraną do góry.
Podwozie z chowanym kołem głównym 260x85 (z hamulcem bębnowym) i kółkiem tylnym o średnicy 80 mm.

## Rekordy
- W 2003 Janusz Centka latając w Tonoph w USA pobił rekord świata na dystansie trójkąta 1000 km uzyskując 144,95 km/h[2].
- W latach 1998 i 1999 Hana Zeidova (Czechy) zdobyła kilka kobiecych rekordów świata.

## Osiągnięcia
- 2005: 1 miejsce, mistrzostwa świata w zawodach Grand Prix, pilot Sebastian Kawa
- 2006: 1 miejsce, mistrzostwa świata w klasie 15m, pilot Janusz Centka[3]
- 2007: 1 miejsce, mistrzostwa świata w zawodach Grand Prix, pilot Sebastian Kawa
- 2010: 1 miejsce, mistrzostwa świata w zawodach Grand Prix, pilot Sebastian Kawa[4]
- 2010: 1 miejsce, mistrzostwa świata w klasie 15m, pilot Stefano Ghiorzo[4]
- 2012: 1 miejsce, mistrzostwa świata w klasie 15m, pilot Sebastian Kawa[5]
- 2014: 1 miejsce, mistrzostwa świata w klasie 15m, pilot Sebastian Kawa[6]
- 2017: 1 miejsce, mistrzostwa świata w klasie 15m, pilot Sebastian Kawa[7]